# Ballarat (Schiff, 1941)
Die HMAS Ballarat (J184) war eine nach der Stadt Ballarat im Bundesstaat Victoria in Australien benannte Korvette der Bathurst-Klasse der Royal Australian Navy während des Zweiten Weltkriegs. Insgesamt 60 Schiffe dieser Klasse wurden während des Krieges in Australien als Teil des Kriegsnotprogramms als Minensucher gebaut, 36 für die Royal Australian Navy, 20 (darunter auch die Ballarat) im Auftrag der britischen Admiralität, aber von der Royal Australian Navy bemannt und eingesetzt, und vier weitere für die Royal Indian Navy.

## Geschichte
Nach ihrer Indienststellung und Testfahrten wurde die Ballarat am 20. September 1941 in Sydney der 21. Minenräumflottille zugeteilt. Dort wurde sie als Eskorte für Küstenkonvois eingesetzt. Unter anderem eskortierte sie im November die als Truppentransporter eingesetzte Queen Mary zum Sammelpunkt des Konvois US-13. Am 14. November nahm sie in Sydney einen mit Öl beladenen Leichter in den Schlepp und zog ihn an der Ostküste Australiens entlang bis nach Darwin, wo sie am 8. Dezember eintraf. Den ganzen Dezember über war sie als Geleitschiff zwischen Darwin, Timor und Ambon unterwegs, bis sie Anfang Januar 1942 zusammen mit ihren Schwesterschiffen Wollongong und Toowoomba nach Singapur verlegt wurde. In den nächsten 1½ Monaten bis Ende Februar führte sie zahlreiche Geleitschutzaufträge, Patrouillen und Evakuierungsmissionen im Gebiet von Malaysia, Sumatra und Java durch, während die alliierten ABDA-Streitkräfte vergeblich versuchten, die japanische Invasion Südostasiens aufzuhalten.
Zu ihren Aufträgen in dieser Zeit gehörte auch das Retten von Schiffbrüchigen der zahlreichen von japanischen Bombern versenkten Schiffen sowie das Versenken schwer beschädigter, nicht mehr manövrierfähiger alliierter Schiffe. Dabei vollbrachte die Ballarat am 14. Februar eine der größten Rettungsaktionen in diesem Gebiet, als sie die Überlebenden des von einem japanischen U-Boot versenkten Frachters Derrymore aufnahm. Unter den dabei geretteten 215 Personen befand sich auch der australische Luftwaffenpilot und spätere Premierminister John Gorton. Bei der Räumung von Sumatra und Java halfen das Schiff und seine Besatzung sowohl bei der Evakuierung als auch bei der Zerstörung kriegswichtiger Anlagen. Am 2. März versenkte sie in Tanjung Priok den nicht hochseetauglichen Minensucher Gemas und verließ dann als letztes australisches Schiff Java. Zurück in Australien übernahm die Ballarat in den folgenden Monaten Geleitschutzaufgaben in Konvois zwischen Australien und Neuguinea. Dabei überstand sie am 28. November zusammen mit der Katoomba einen Luftangriff von zehn japanischen Sturzkampfbombern. Im Dezember 1942 wurde sie zusammen mit ihren Schwesterschiffen Broome und Colac als Truppentransporter eingesetzt, um im Gebiet von Buna Truppen hinter den feindlichen Linien abzusetzen.
Von April 1943 bis Januar 1944 folgten dann Geleitschutzeinsätze an der Ostküste Australiens, danach wurde der Minensucher wieder im Gebiet zwischen Darwin und Neuguinea eingesetzt. Im August 1944 transportierte die Ballarat dabei Truppen aus dem Gebiet des Eilanden River nach Merak. Anfang 1945 folgte dann einer der wenigen Minensucheinsätze des Schiffes, als das Gebiet um den Hafen von Sydney als Vorbereitung für das Eintreffen der britischen Pazifikflotte nach Seeminen abgesucht wurde. Als Teil der Pazifikflotte wurde das Schiff dann Anfang März in die Philippinen verlegt und nahm zwischen März und Mai 1945 an der Eroberung Okinawas teil. Am 2. September war die Ballarat bei der Unterzeichnung der Kapitulation Japans in der Bucht von Tokio anwesend, bevor sie in den folgenden Wochen mit den anderen Einheiten der 20. und 21. Minenräumflottillen die Minenfelder im Gebiet von Hongkong räumte. Dabei wurde sie am 6. November vor Amoy durch die Detonation einer Mine beschädigt und kehrte daraufhin nach Australien zurück. Dort wurde sie am 27. September 1946 außer Dienst gestellt.
Am 10. Juli wurde das Schiff an die Firma China Traders Ltd. in Hongkong verkauft, blieb jedoch in Australien. Im Dezember 1950 wurde sie dann an die ebenfalls in Hongkong sitzende Ta Hing Company Ltd. verkauft, die das Schiff in Carmencita umbenannte und zum Küstenfrachter umrüsten ließ. 1951 verbot jedoch die australische Regierung die Ausfuhr des Schiffes, möglicherweise weil die gleiche Firma bereits 1947 die ehemalige Korvette Bendigo erworben und später an die Marine der chinesischen Volksbefreiungsarmee weiterverkauft hatte, die dieses Schiff dann wieder als Kriegsschiff einsetzte. 1953 wurde die Ballarat schließlich in Sydney verschrottet.